# امیرآباد تلخاب
امیرآباد تلخاب، روستایی از توابع بخش دیشموک شهرستان کهگیلویه در استان کهگیلویه و بویراحمد ایران است.

## جمعیت
این روستا در دهستان بهمئی سرحدی شرقی قرار دارد و براساس سرشماری مرکز آمار ایران در سال ۱۳۸۵، جمعیت آن ۲۶۱ نفر (۴۸خانوار) بوده‌است.و در سال ۱۴۰۰حدوداً ۶۰۰نفر (80خانوار) دارد.